# Piramida w Choluli

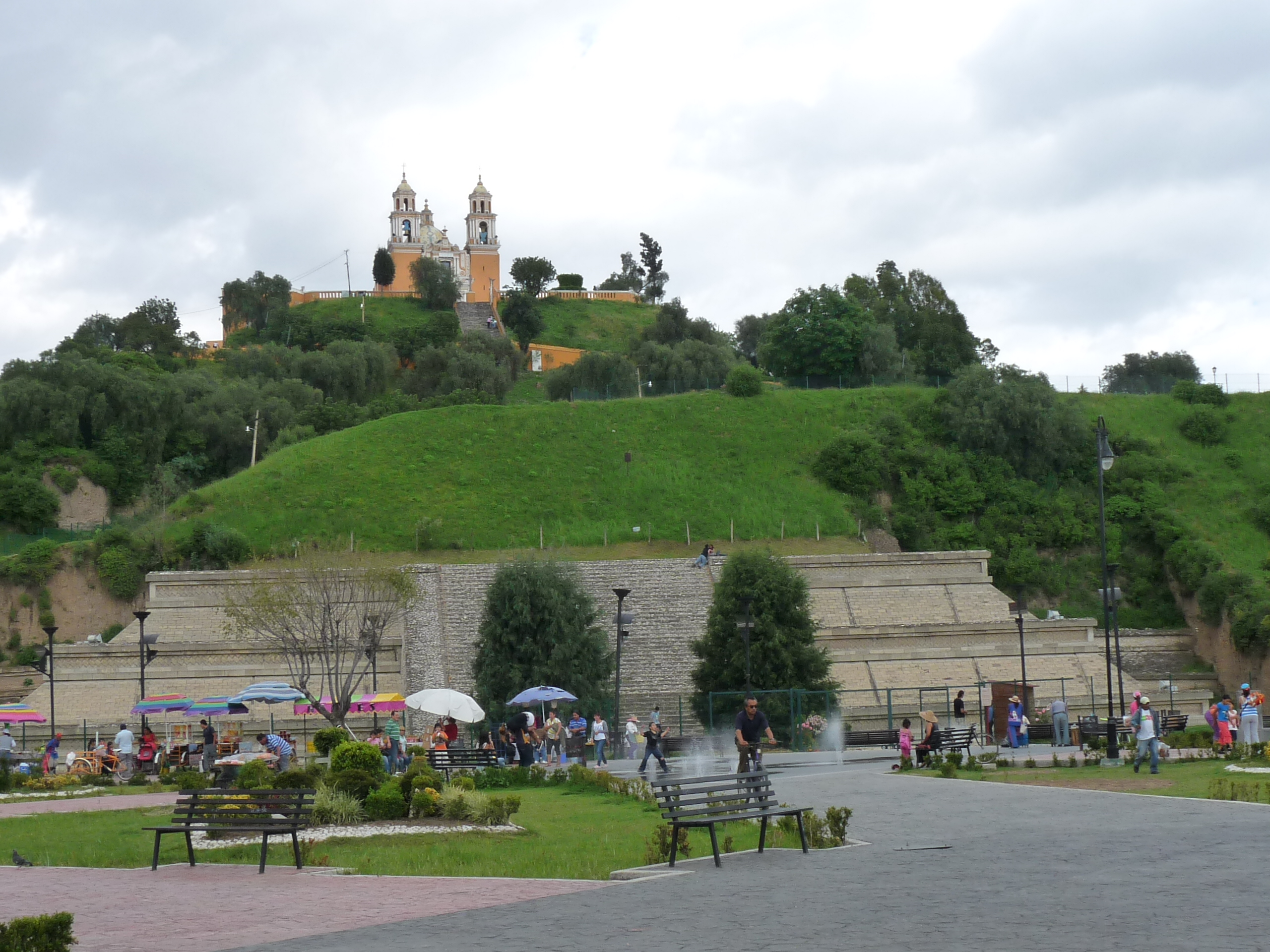
Piramida w Choluli

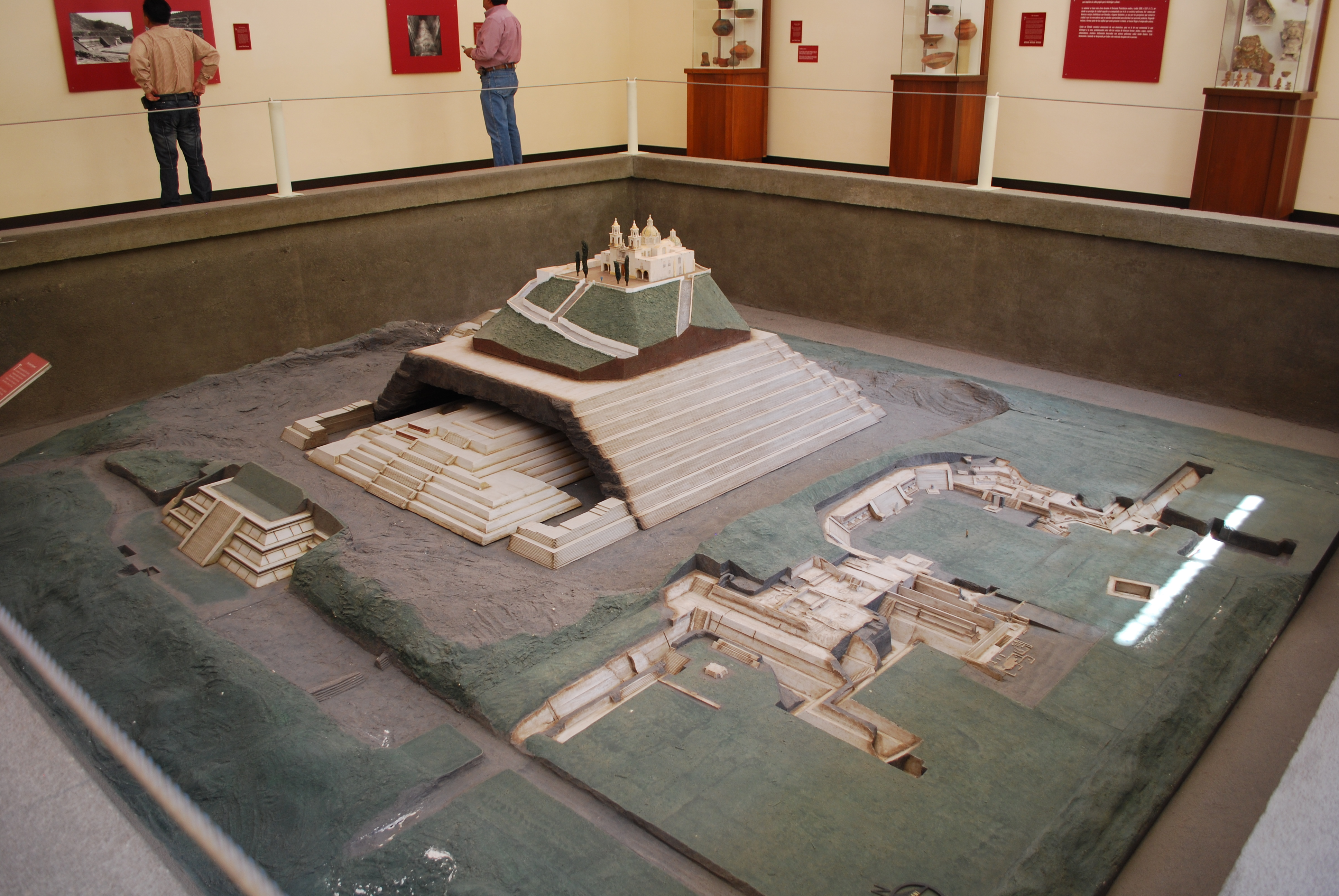
Współczesna makieta obiektu

Piramida w Choluli – piramida znajdująca się w mieście Cholula, w stanie Puebla, w Meksyku, będąca największą pod względem objętości piramidą na świecie. 
Piramida, będąca świątynią ku czci Quetzalcoatla, powstawała od III wieku p.n.e. do IX wieku n.e. Podstawa budowli ma powierzchnię około 18,2 hektarów, a wysokość wynosi 54 metry. Objętość piramidy szacuje się na 3,3 miliony metrów sześciennych, co czyni ją największą piramidą na świecie (piramida Cheopsa w Egipcie ma objętość 2,4 milionów metrów sześciennych). Według wierzeń Azteków piramidę zbudował gigant Xelhua.
Piramida zaczęła stopniowo zarastać, a w momencie przybycia Hiszpanów pod dowództwem Hernána Cortésa w 1519 roku przypominała naturalne wzgórze, na którego szczycie zdecydowano wybudować katolicki kościół Iglesia de Nuestra Señora de los Remedios.
W latach 30. XX wieku rozpoczęły się prace archeologiczne, podczas których odkopano znaczną część budowli.